# Walk on Water
Walk on Water (tj. Kráčet po vodě, hebrejsky ללכת על המים‎) je izraelsko-švédský hraný film z roku 2004, který režíroval Eytan Fox. Film o agentovi Mosadu pátrajícím po bývalém nacistovi měl světovou premiéru na Berlínském mezinárodním filmovém festivalu 5. února 2004.

## Děj
Eyal pracuje jako zabiják pro Mosad. Po návratu z mise v Istanbulu nalezne svou ženu mrtvou. Spáchala sebevraždu a zanechala mu dopis na rozloučenou. Po měsíci mu nadřízený Menachem zadá úkol podílet se na hledání bývalého nacisty Alfreda Himmelmana, který žil od války v Argentině a Mosad jej ztratil z dohledu. Jeho vnučka Pia se s rodiči nestýká a žije v kibucu v Izraeli. Za ní má na dovolenou přijet její bratr Alex. Eyal, který umí německy, se vydává za pracovníka turistické kanceláře, kterou si Pia najala, aby Alex mohl cestovat po Izraeli. Alex jede ke Galilejskému jezeru, kde si chce vyzkoušet chůzi po vodě, poté jedou k Mrtvému moři. O víkendu se k nim připojí i Pia a vyjdou si večer v Tel Avivu. Alex od číšníka zjistí adresu nočního podniku, kam se všichni vypraví. Protože se jedná o gay klub, Eyal se zde necítí dobře a odejde. Alex zde potká číšníka Rafika. Druhý den jedou do Bejt Džaly, protože Rafik je Arab. Eyal s Piou jdou ke Zdi nářků. Eyal má s Rafikem později konflikt kvůli ceně bundy, kterou si koupil Alex. Alex má Piu přesvědčit, aby přijela do Německa na otcovy narozeniny. Alex se teprve v Izraeli dozvídá, že jejich děd stále žije a kvůli tomu se Pia nepohodla s rodiči a žije v Izraeli. Alex se vrací zpět do Berlína. Mosad se díky odposlechu dozví, že Alfred Himmelman je v Německu a Eyal jede navštívit Alexe, aby s ním odejel na rodinnou oslavu. Alex Eyalovi ukazuje noční Berlín. Na stanici Alexanderplatz jsou napadeni třemi opilci a ukáže se, že Eayl umí německy a je ozbrojen. Na víkend jedou k Alexovým rodičům na oslavu. Zde se objeví rovněž Alfred Himmelman. Eayl jede za Menachem a dostane od něho pokyn Himmelmana zabít. Dozví se, že se nejedná o oficiální akci Mosadu, ale Menachovu pomstu. V době jeho nepřítomnosti ho Axel hledá a objeví, že pracuje jako agent. Eayl se vrací pozdě v noci s jedem, ale není schopen nemohoucího muže ve spánku zabít. Namísto něho Axel uzavře nemocnému přívod kyslíku a tak ho udusí. Po dvou letech jsou Eayl a Pia manželé a mají dítě.

## Obsazení
| Lior Ashkenazi  | Eyal             |
| Knut Berger     | Axel Himmelman   |
| Caroline Peters | Pia Himmelman    |
| Gideon Shemer   | Menachem         |
| Carola Regnier  | matka            |
| Hanns Zischler  | otec             |
| Ernest Lenart   | Alfred Himmelman |
| Yousef Sweid    | Rafik            |

## Ocenění
- Film získal izraelskou Ofirovu cenu v kategoriích nejlepší hudba a nejlepší originální píseň (Ivri Lider) a nejlepší zvuk (Gil Toren). Nominován byl v kategoriích nejlepší film, nejlepší režie (Eytan Fox), nejlepší hlavní role (Lior Ashkenazi), nejlepší scénář (Gal Uchovsky), nejlepší kamera (Tobias Hochstein) a nejlepší střih (Yosef Grunfeld).